# 博伊恩斯多夫
博伊恩斯多夫是德国梅克伦堡-前波莫瑞州的一个市镇。总面积12.68平方公里，总人口522人，其中男性266人，女性256人（2011年12月31日），人口密度41人/平方公里。